# Croton rheedei
Croton rheedei là một loài thực vật có hoa trong họ Đại kích. Loài này được J.Graham mô tả khoa học đầu tiên năm 1839.